# Nerobergbahn

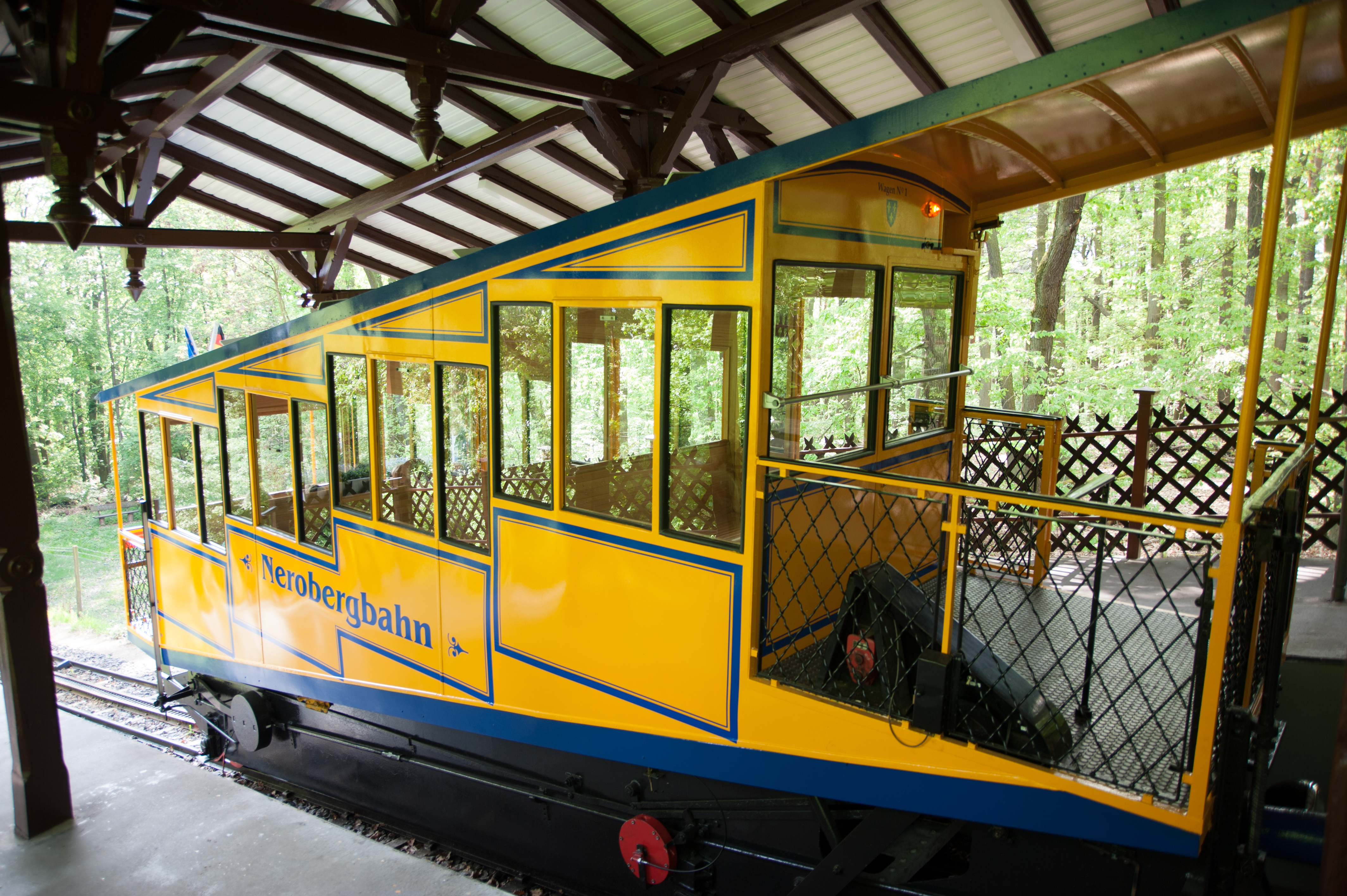

O Nerobergbahn é um funicular, movido por contrapeso de água, localizado em Wiesbaden, Alemanha.

## Características
- Comprimento: 440 metros
- Desnível: 80 metros
- Inclinação média: 19%
- Inclinação máxima: 26%
- Tempo de Viagem: 3,5  minutos
- Número de passageiros por cabina: 50
- Bitola: 1 metro [1]

## História
O funicular começou a funcionar em 1888.
Em 1939, foi planeado converter a linha para funcionar a electricidade e utilizar carruagens maiores, mas o início da Segunda Guerra Mundial não permitiu a mudança.
A linha ficou fora de serviço em 1944 devido a danos da guerra, mas o serviço recomeçou em 1948.
Em 1988 a linha foi protegida como monumento técnico do Estado de Hessen.